# Desiderii Marginis
Desiderii Marginis is een Zweeds darkambient project van Johan Levin. 
Desiderii Marginis is in 1993 geformeerd door Johan Levin in Mjölby als een solo project. De eerste drie producties 'Consecrare', 'Via Peregrinus' en 'Triptych' zijn in zeer kleine oplages verschenen. In 2009 zijn deze nummers heruitgegeven op het retroperspectieve album 'Years Lend a Golden Charm'. Sommige van deze nummer zijn ook verschenen in een nieuwe versie op 'Songs Over Ruins', het debut album uitegeven door Cold Meat Industry in 1997. In 2012 heeft hij live opgetreden op Phobos festival in Wuppertal, Duitsland, een festival voor bands uit het genre Ambient en soundscape. 

## Albums
- Songs Over Ruins. Cold Meat Industry, 1997
- Deadbeat. Cold Meat Industry, 2001
- Strife. Cold Meat Industry, 2004
- The Ever Green Tree. Kaosthetik Distribution, 2005
- That Which Is Tragic and Timeless. Cold Meat Industry, 2005
- Seven Sorrows. Cold Meat Industry, 2007
- Years Lend a Golden Charm. Eternal Pride, 2009
- Procession. Cyclic Law, 2012
- Hypnosis. Cyclic Law, 2014
- Thaw. Zoharum. 2014
- Vita Arkivet. Cyclic Law, 2018
- Departed.  Cyclic Law, 2020
- Serenity / Rage. Cyclic Law, 2023